# Stanislav Leonovich
Stanislav Viktorovich Leonovich (em russo:  Станислав Викторович Леонович; Sverdlovsk, RSFS da Rússia, 22 de julho de 1958 – 1 de julho de 2022) foi um patinador artístico russo, que competiu representando a União Soviética. Ele conquistou com Marina Pestova uma medalha de prata e uma de bronze em campeonatos mundiais, uma medalha de prata e uma de bronze em campeonatos europeus e foi três vezes campeão do campeonato nacional soviético. Pestova e Leonovich disputaram os Jogos Olímpicos de Inverno de 1980, terminando na quarta posição.

## Vida pessoal
Leonovich se casou com a patinadora Olga Makarova, com quem tem duas filhas.

## Morte
Leonovich morreu no dia 1 de julho de 2022, aos 63 anos de idade.

## Principais resultados

### Duplas com Marina Pestova
| Jogos Olímpicos                                       |                  |                  | 4.º               |     |                  |                 |  |  |  |  |  |  |  |  |  |
| Campeonato Mundial                                    | 7.º              | 5.º              | Medalha de bronze |     | Medalha de prata | 6.º             |  |  |  |  |  |  |  |  |  |
| Campeonato Europeu                                    | 7.º              | 4.º              | Medalha de bronze |     | Medalha de prata |                 |  |  |  |  |  |  |  |  |  |
| Prize of Moscow News                                  |                  | Medalha de ouro  |                   |     |                  |                 |  |  |  |  |  |  |  |  |  |
| Nacional                                              |                  |                  |                   |     |                  |                 |  |  |  |  |  |  |  |  |  |
| Campeonato Soviético                                  | Medalha de prata | Medalha de prata | Medalha de ouro   | 4.º | Medalha de ouro  | Medalha de ouro |  |  |  |  |  |  |  |  |  |
|                                                       |                  |                  |                   |     |                  |                 |  |  |  |  |  |  |  |  |  |
| Legenda: Competição não foi disputada nesta temporada |                  |                  |                   |     |                  |                 |  |  |  |  |  |  |  |  |  |